# Novo Oriente de Minas
Novo Oriente de Minas – miasto i gmina w Brazylii, w stanie Minas Gerais. Znajduje się w mikroregionie Teófilo Otoni.